# Dematerializacja papierów wartościowych
Dematerializacja papierów wartościowych – pozbawienie papieru wartościowego jego materialnego nośnika (tj. formy papierowej) i zastąpienie go zapisem elektronicznym w odpowiednim rejestrze.
Do dematerializacji dochodzi w momencie zarejestrowania papierów wartościowych w depozycie papierów wartościowych, w oparciu o umowę o rejestrację zawartą między emitentem i podmiotem prowadzącym taki depozyt. Przed podpisaniem wspomnianej umowy emitent ma obowiązek złożenia papierów wartościowych (będących jej przedmiotem) do depozytu prowadzonego w Polsce przez firmy inwestycyjne, Krajowy Depozyt Papierów Wartościowych lub spółkę, której KDPW przekazał wykonywanie takiej czynności. Podmioty te są zobowiązane utworzyć rejestr osób uprawnionych z tych papierów wartościowych. Zapisy w tym rejestrze uzyskują znaczenie prawne zapisów na rachunkach papierów wartościowych, a dokumenty złożone do depozytu (np. akcje w formie dokumentu papierowego) zostają pozbawione mocy prawnej w momencie ich zarejestrowania w depozycie.
Zgodnie z art. 5 ust. 1 ustawy z dnia 29 lipca 2005 r. o obrocie instrumentami finansowymi nie mają formy dokumentu papiery wartościowe będące przedmiotem oferty publicznej, papiery wartościowe dopuszczone do obrotu na rynku regulowanym, papiery wartościowe wprowadzone do alternatywnego systemu obrotu oraz papiery wartościowe emitowane przez Skarb Państwa i Narodowy Bank Polski. Dematerializacji nie muszą podlegać (o ile emitent tak postanowi): papiery wartościowe będące przedmiotem oferty publicznej, które nie będą podlegać dopuszczeniu do obrotu na rynku regulowanym albo papiery wartościowe wprowadzone wyłącznie do alternatywnego systemu obrotu.
Od 1 marca 2021 r. spółki akcyjne i komandytowo-akcyjne będą zobowiązane do dematerializacji akcji, a co za tym idzie do prowadzenia elektronicznych rejestrów akcjonariuszy. Spółki akcyjne oraz komandytowo- akcyjne zobowiązane będą do prowadzenia stron internetowych do komunikacji z akcjonariuszami, na których to stronach publikowane będą podstawowe informacje o spółce oraz wszystkie ogłoszenia, które należałoby ogłosić w Monitorze Sądowym i Gospodarczym oraz w Krajowym Rejestrze Sądowym, jak np. planowane walne zgromadzenia (wraz ze szczegółowym porządkiem obrad) i projekty uchwał.
Każda spółka akcyjna oraz spółka komandytowo-akcyjna w terminie do 30 września 2020 r. zobowiązana jest do wyznaczenia podmiotu, który zajmie się prowadzeniem elektronicznego rejestru akcjonariuszy oraz dokonać wezwań akcjonariuszy do zwrotu akcji, co ma dopełnić procedurę dematerializacji akcji.